# Rheinische Automobilbau-Aktiengesellschaft

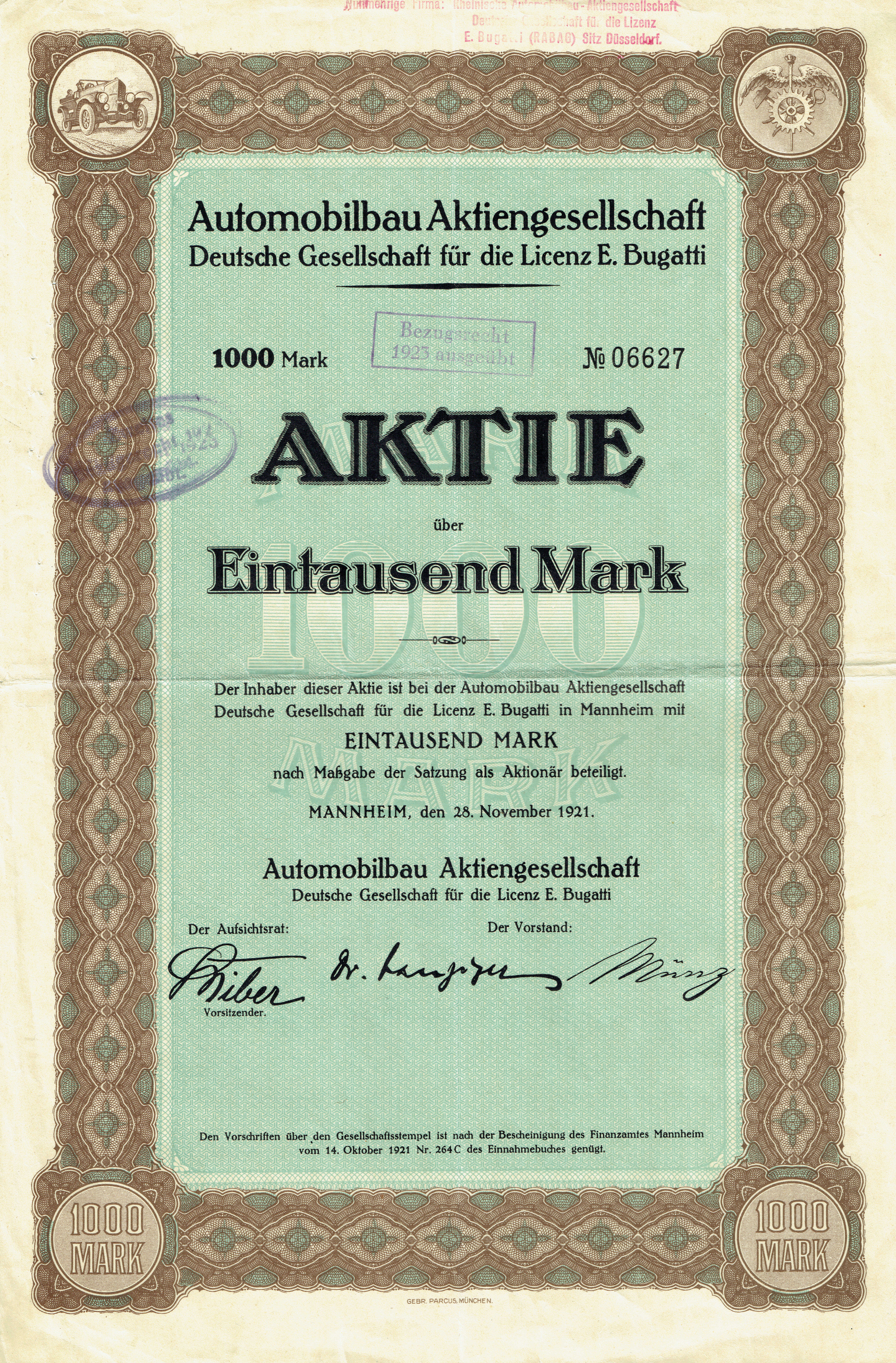
Aktie über 1000 Mark der Automobilbau AG Deutsche Gesellschaft für die Licenz E. Bugatti (Abag) vom 28. November 1921

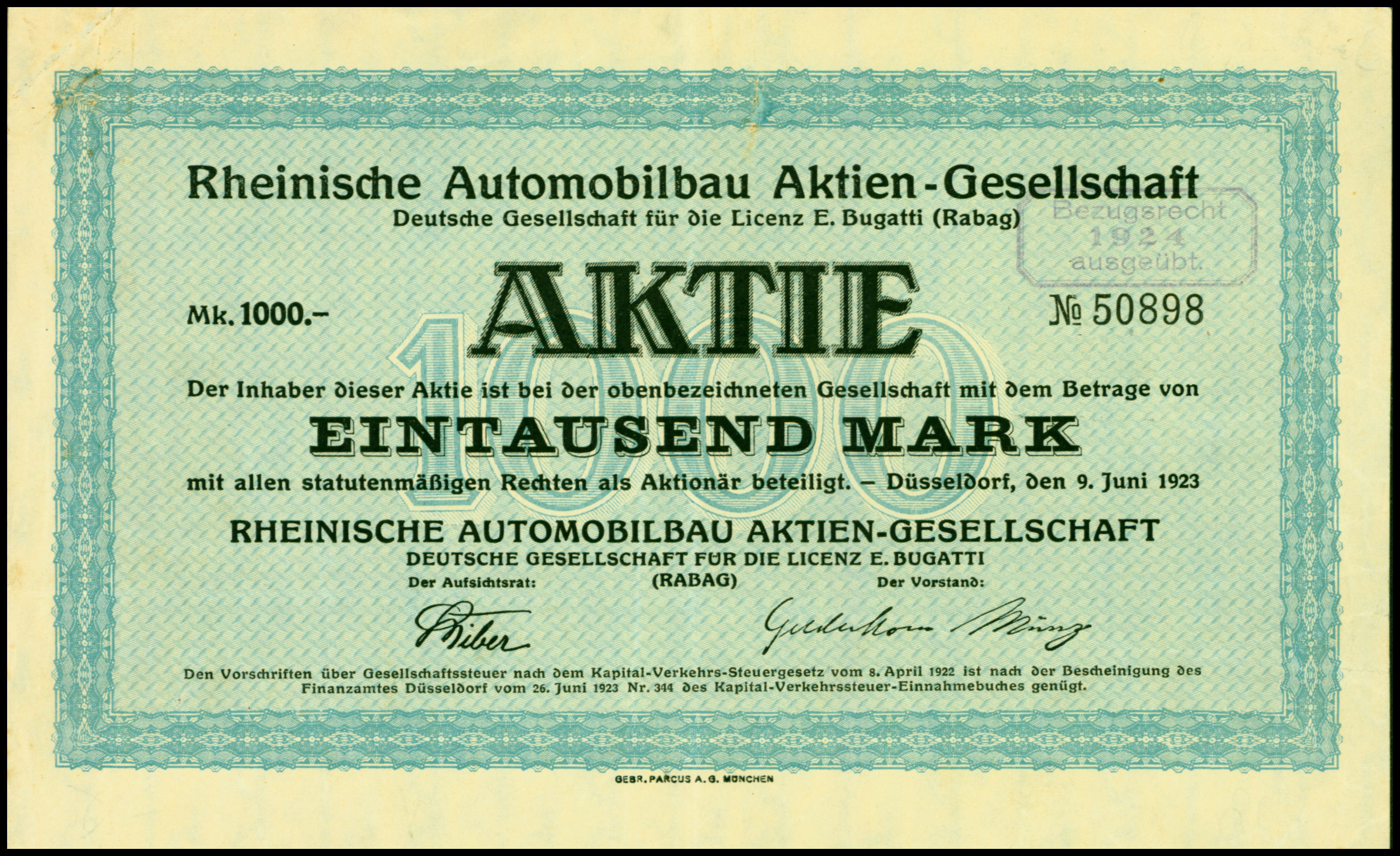
Aktie über 1000 Mark der Rheinische Automobilbau-AG vom 9. Juni 1923

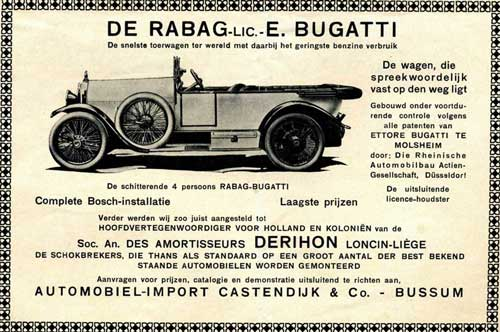
Anzeige für Rabag-Lic. E. Bugatti (1923)

Die Rheinische Automobilbau-AG – Deutsche Gesellschaft für die Licenz E. Bugatti (Rabag) war ein deutsches Unternehmen zur Herstellung von Kraftfahrzeugen mit Sitz in Düsseldorf und Mannheim. Es entstand im Januar 1923 durch eine Fusion, hatte die Rechtsform einer Aktiengesellschaft und erlosch bereits Mitte 1925.

## Unternehmensgeschichte

### Abag, Mannheim
Im November 1921 wurde in Mannheim die Automobilbau-AG – Deutsche Gesellschaft für die Licenz E. Bugatti (Abag) gegründet, anscheinend handelte es sich dabei um die vormalige Automobilbau-Abteilung der Unionwerke AG Maschinenfabrik (seit 1924 Teil der Enzinger-Unionwerke AG).

### Rabag, Düsseldorf
Schon etwas früher, nämlich im November 1920, war durch die Ausgliederung der Automobilbau-Abteilung der Fabrik für Werkzeugmaschinen und zahnärztliche Instrumente Gebr. Funke AG in Düsseldorf die Rheinische Automobilbau-AG (Rabag) entstanden mit einem Aktienkapital von 2,5 Mio. ℛℳ. Über die Produktion dieses Unternehmens sind keine Einzelheiten bekannt. 1921 wurde der Stellmacherbetrieb Benedikt Rock & Co. in Düsseldorf eingegliedert. Rock hatte seinen Sitz an der Nordstrasse in Düsseldorf und beschäftigte etwa 20 Angestellte.
Am 6. Januar 1923 wurde das Vermögen der Rabag an die Abag übertragen, die somit über ein Aktienkapital von 13 Mio. ℛℳ. verfügte. Offenbar bestand aber die Rabag weiterhin als firmenrechtliche, nunmehr unselbständige Körperschaft. Der Hauptsitz des neuen Unternehmens war in Düsseldorf, die Geschäftsführung lag bei B.A. Gelderblom.

### Die Fahrzeugproduktion
Für die Abag ist ab 1922 die Herstellung von Sportwagen in Lizenz des elsässischen Herstellers Bugatti belegt, und zwar der Typen 22 und 23 sowie eines Rennwagens eigener Produktion, der vom Bugatti Type 13 abgeleitet war. Der Markenname Rabag wurde beibehalten.
Geplant war, die Fahrzeuge in beiden Unternehmensteilen herzustellen, wobei in Mannheim Motoren und Fahrgestelle gebaut werden sollten und Rabag für den Karosseriebau (über Rock), die Sattlerei und die Endmontage zuständig war. Rabag war zudem eine Markenvertretung für Bugatti-Automobile. Nach der Besetzung des Rheinlands durch das französische Militär musste allerdings Bugatti die ersten Rolling Chassis liefern. Der Transport erfolgte von Molsheim über Umwege nach Mannheim; diese Fahrzeuge sind demnach als von Rabag und Rock karossierte Bugatti zu betrachten.
Die bei Rock gefertigten Karosserien sind eigene Entwürfe, die von den Aufbauten der Original-Bugatti erheblich abweichen konnten und gelegentlich etwas unbeholfen wirkten. Entstanden sind neben Roadstern und Tourenwagen auch Chauffeur-Limousinen. Üblicherweise erhielten Rabag-Bugatti eine etwas wulstige Kühlerverkleidung. Alle hatten die von Bugatti lizenzierten Vierzylinder-Reihenmotoren mit OHC-Ventilsteuerung und Königswelle.

### Übernahme durch Stinnes und Ende
Im Januar 1923 wurde die Fusion der beiden Unternehmen beschlossen, die neue gemeinsame Firma Rheinische Automobilbau-AG – Deutsche Gesellschaft für die Licenz E. Bugatti (Rabag) bildete die Verschmelzung ab. Aus einem Katalog-Deckblatt um 1923 geht hervor, dass das Unternehmen seinen Hauptsitz an der Emmastraße 25 in Düsseldorf hatte.
Im Juni 1925 erfolgte die Fusion mit der Aktiengesellschaft für Automobilbau (AGA) in Berlin-Lichtenberg, wobei die AGA das aufnehmende Unternehmen war, während die Rabag selbst aufgelöst wurde.
Über die beiden Fusionen hinaus entstanden – noch bis 1926 – etwa 100 Fahrzeuge unter dem Signet „Rabag – Lic. E. Bugatti“.

## PKW-Modelle
| Typ     | Bauzeitraum | Zylinder            | Hubraum  | Leistung        | Vmax    |
| ------- | ----------- | ------------------- | -------- | --------------- | ------- |
| 6/20 PS | 1922–1925   | 4 Reihe, 16 Ventile | 1455 cm³ | 25 PS (18,4 kW) | 95 km/h |
| 6/30 PS | 1925–1926   | 4 Reihe, 16 Ventile | 1495 cm³ | 30 PS (22 kW)   | 95 km/h |

## Rennsport
Die vielen Sporterfolge der Bugatti Breschia-Typen sprechen eine deutliche Sprache; sie machten die Marke Bugatti in kurzer Zeit international bekannt. Die Beurteilung von Rabag-Bugatti im Motorsport fällt weniger günstig aus. Wolfgang Schmarbeck beurteilt den Erfolg als eher mäßig, was er auch auf die selbst auferlegte Zurückhaltung des sehr auf Seriosität bedachten Unternehmens bei der Motorenleistung zurückführt. Demnach waren ihnen insbesondere die ähnlich konstruierten aber stärkeren Simson Supra Typ So meist überlegen. Mit einer leichten Karosserie und etwas Motortuning stand ein solches Fahrzeug dem Original zumindest theoretisch nicht nach, denn Motoren und Fahrwerk stammten ja von den Bugatti-Rennsportwagen ab. Nach Georgano waren die Fahrzeuge auch „international sehr erfolgreich“ und Conway bezeichnet sie als „schnell und zuverlässig“. Er erwähnt deren Einsätze an vielen Rallyes und Rennen; demnach nahm noch 1930 ein Rabag-Bugatti am Eifelrennen auf dem Nürburgring teil.